# بارب موريسون
بارب موريسون (بالإنجليزية: Barb Morrison)‏ هي ملحنة ومغنية مؤلفة ومنتجة أسطوانات أمريكية، ولدت في 22 مايو 1967 في سكنيكتادي في الولايات المتحدة.

## وصلات خارجية
- بارب موريسون على موقع IMDb (الإنجليزية)
- بارب موريسون على موقع ميوزك برينز (الإنجليزية)
- الموقع الرسمي